# Velké Albrechtice
Pour les articles homonymes, voir Albrechtice.
Velké Albrechtice (en allemand : Gross Olbersdorf ) est une commune rurale du district de Nový Jičín, dans la région de Moravie-Silésie, en République tchèque. Sa population s'élevait à 1 155 habitants en 2021.

## Géographie
Velké Albrechtice se trouve à 4 km au nord-ouest de Studénka, à 18 km au nord de Nový Jičín, à 18 km au sud-ouest d'Ostrava et à 261 km à l'est-sud-est de Prague.
La commune est limitée par Bilovec à l'ouest et au nord, par Bravantice à l'est, par Studénka au sud, et par Bítov à l'ouest.

## Histoire
La première mention écrite de la localité date de 1414.

## Transports
Par la route, Velké Albrechtice se trouve à 3 km de Bílovec, à 25 km de Nový Jičín, à 26 km d'Ostrava et à 335 km de Prague.